# 군위 오도암 금동불입상
군위 오도암 금동불입상(軍威 悟道庵 金銅佛立像)은 대한민국 대구광역시 군위군 부계면 동산리, 오도암에서 소장하고 있는 금동불입상이다. 2006년 6월 29일, 경상북도의 문화재자료 제507호로 지정되었다.

## 참고 자료
- 군위오도암금동불입상 - 국가유산청 국가유산포털